# Каталонский горн

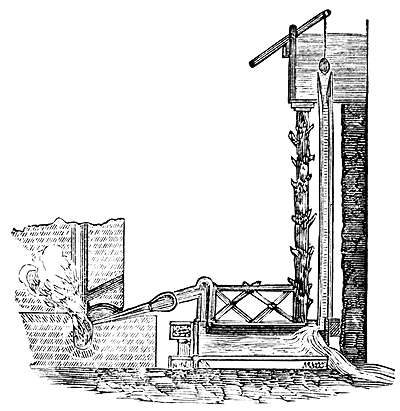
Каталонский горн

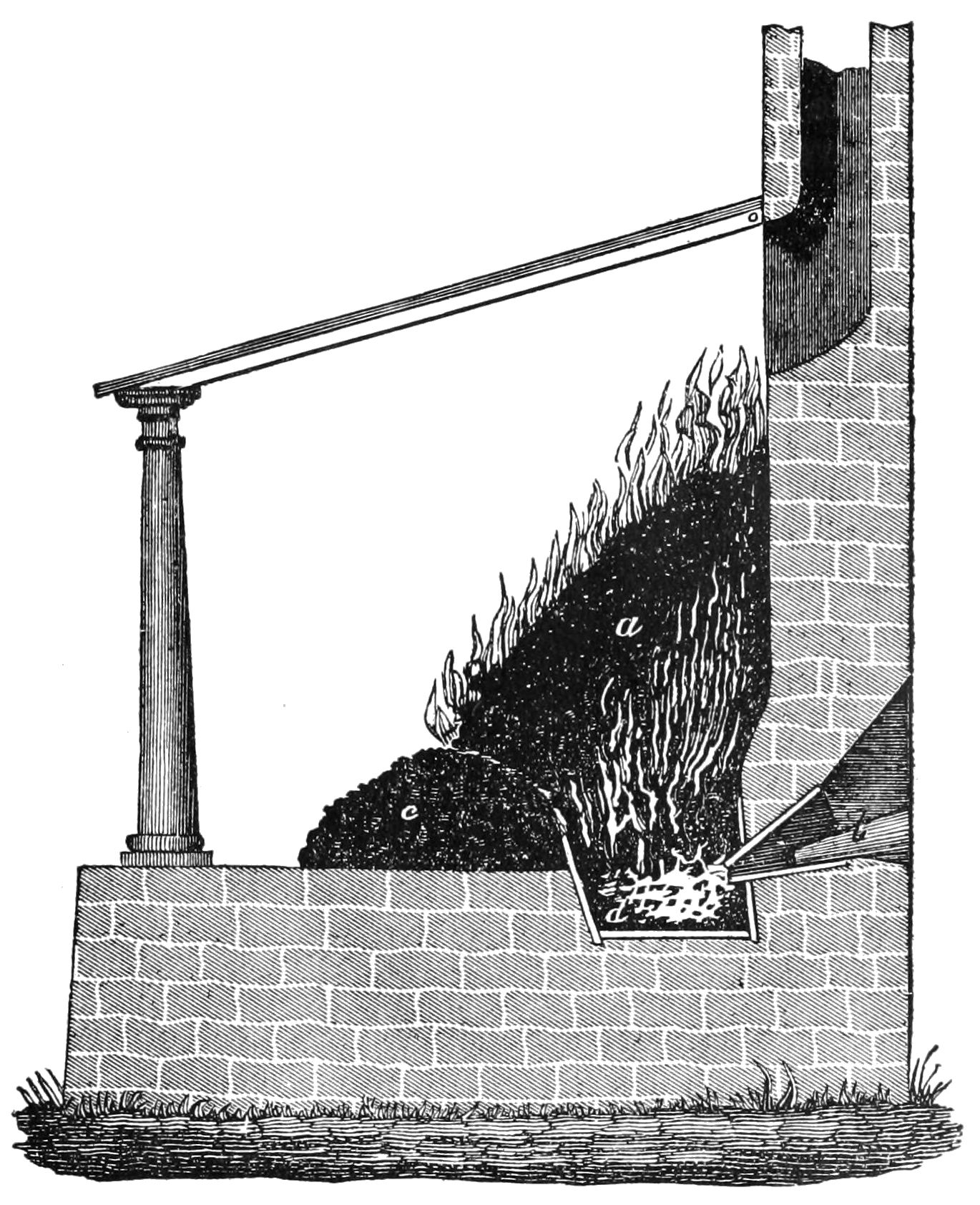
Каталонский горн

Катало́нский горн — низкая (высотой менее 1,5 м) сыродутная печь для выплавки железа из руды, работающая в режиме постоянно подгружаемой шихты и интенсивного дутья.

## История
В отличие от штюкофенов и осмундских печей, увеличение интенсивности работы которых по сравнению с низкими горнами достигалось путём увеличения высоты печи, каталонский горн имел преимущество в производительности за счёт постоянно подгружаемой шихты и мощных водотрубных воздуходувок. Конструкция горна была разработана металлургами Юго-Западной Европы в Х—ХI вв.

## Классификация
Каталонские горны появились сначала в испанских, а затем и во французских Пиренеях. Выделяют три модификации этих агрегатов: собственно каталонский горн — самый крупный по размерам и производительности, а также наваррский и бискайский горны, несколько меньших размеров. Параметры горнов: длина от 0,6 до 1,2 м; ширина от 0,6 до 1,0 м; глубина 0,5—0,8 м. Таким образом, объём рабочего пространства пиренейских горнов составлял всего лишь 0,3—0,9 м3, то есть в 5—10 раз меньше штюкофенов, и тем не менее они практически не уступали им в производительности.

## Технология плавки
Каталонский горн применялся только для заводского производства металла в средневековых Испании и Франции. На каждом железоделательном заводе сооружали не менее 10 каталонских горнов. Они располагались вдоль одной общей стены, строившейся со стороны реки, на которой устраивались водоналивные колеса, приводящие в действие дутьевые мехи. В смежной фурменной стене под углом около 40° от уровня земли устанавливалась коническая слегка сплюснутая фурма из красной меди длиной около 20 и диаметром 2—3 дюйма. Противофурменная стена устанавливалась со значительным наклоном наружу и выполнялась с изогнутым сводом для удобства извлечения крицы из горна. В лицевой стене предусматривались отверстия для ломов (два) и выпуска шлака, а также специальное устройство для установки шесточной железной доски, которая меняла угол наклона для регулирования загрузки в горн шихтовых материалов.
Каталонские горны распространились по Европе и находились в эксплуатации в Испании, Италии и во Франции до середины XIX в. даже после появления мощных доменных печей.

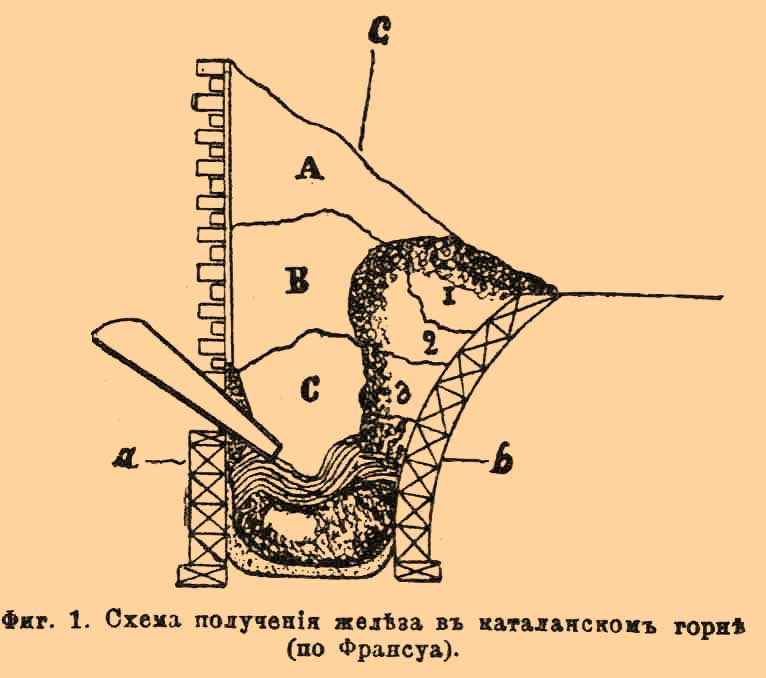
"... по засыпке углём до высоты фурм (линия ab), ставят вертикально (по линии cd) широкую лопату и пространство между нею и фурменной стенкой заполняют углём, а к противофурменной валят руду."
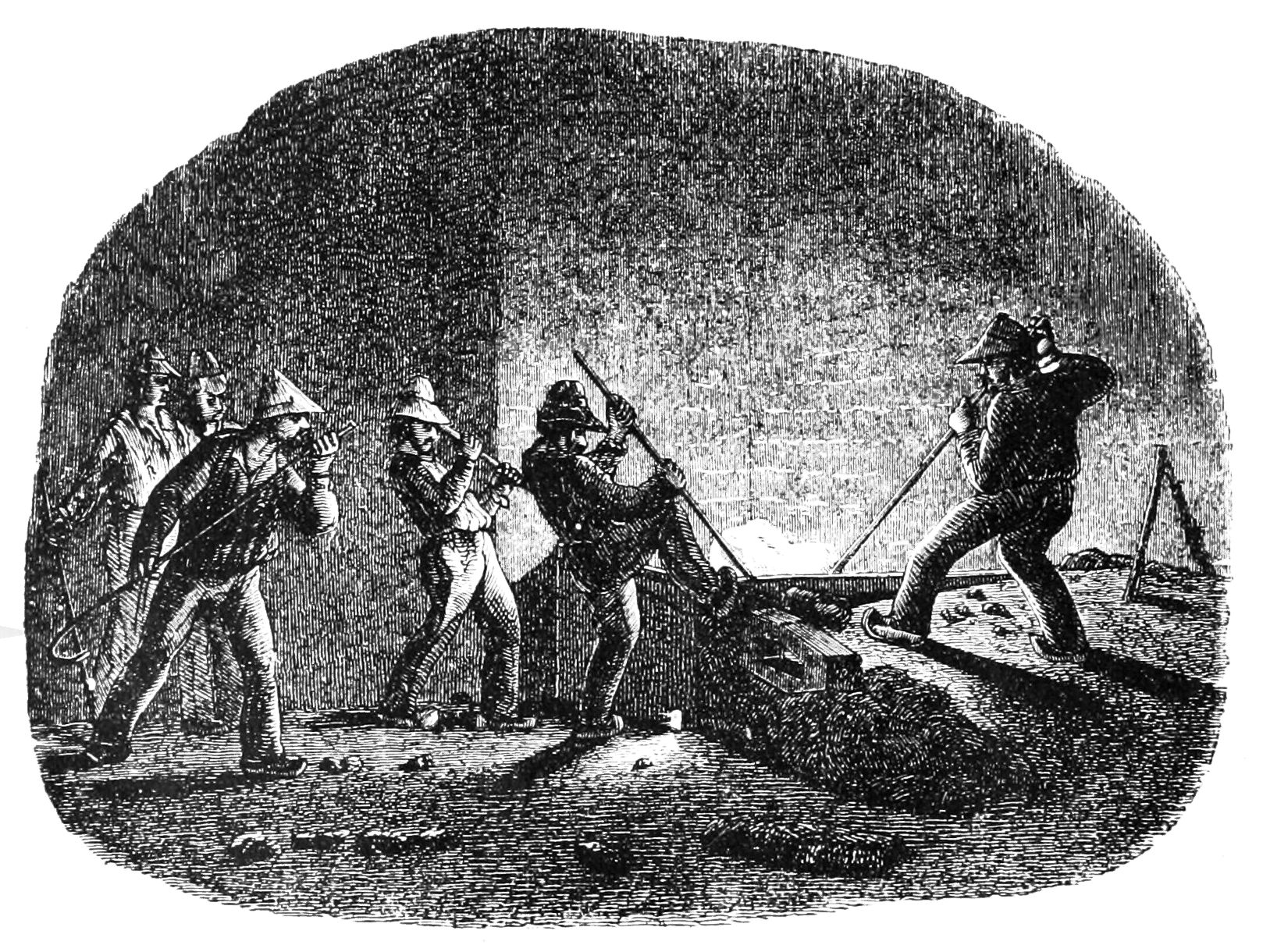
Извлечение крицы из каталонского горна
Схема гидравлической подачи воздуха в каталонский горн
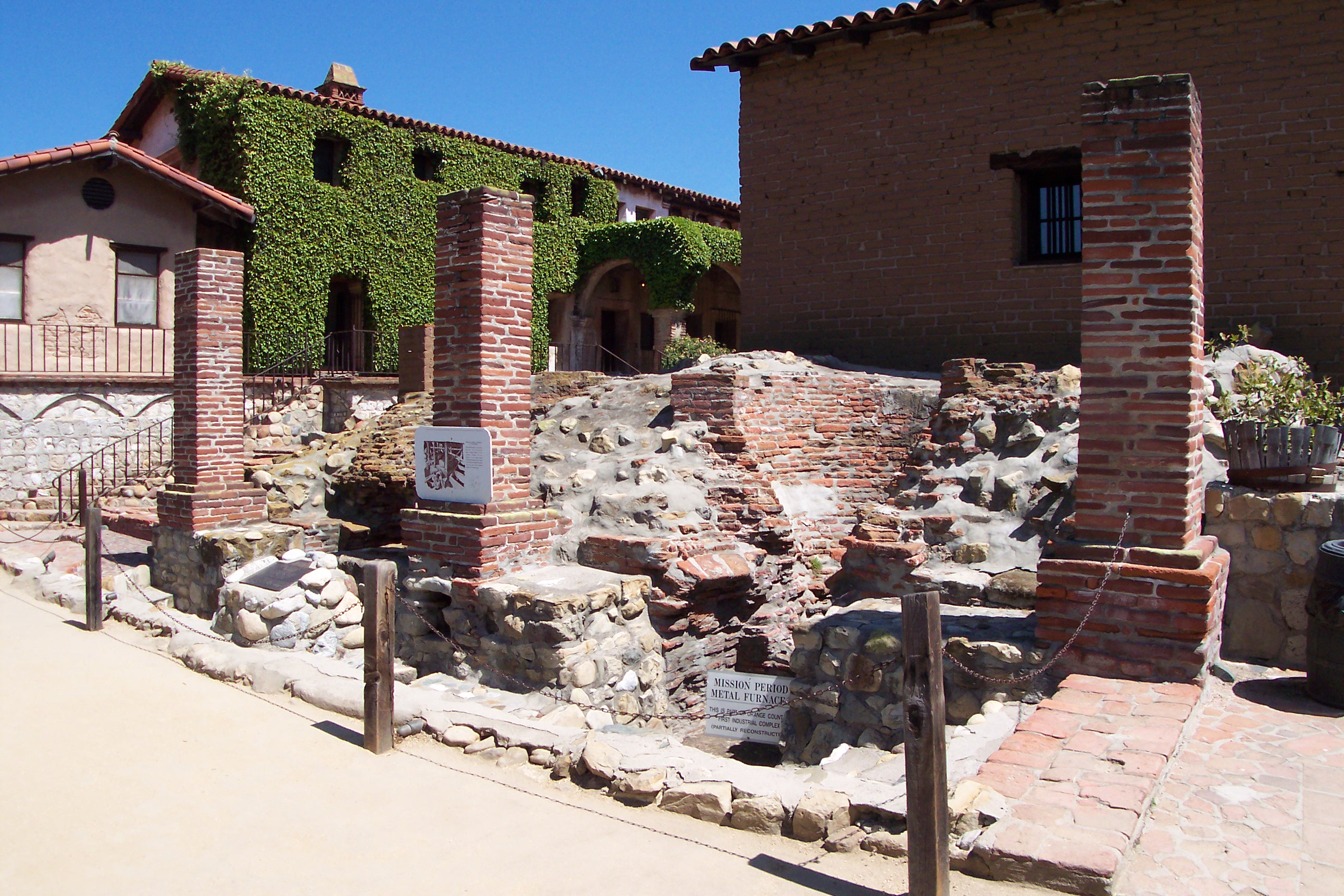
Развалины каталонской кузницы в Миссии Сан Хуан Капистрано, старейшей (1790ые) в Калифорнии.
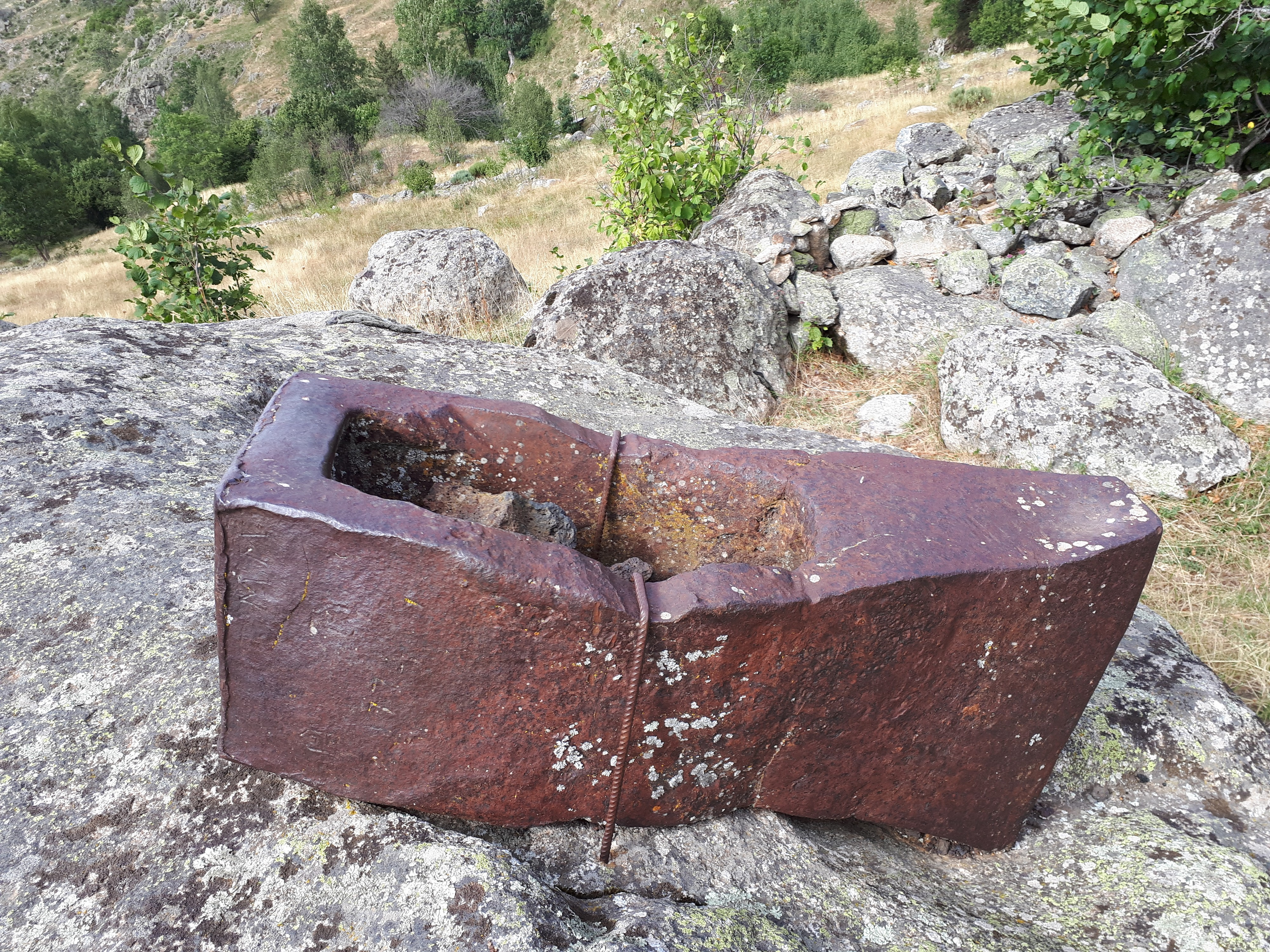
Молот (1774 год), найденный сотрудниками национального парка в коммуне Мантэ (департамент Восточные Пиренеи)
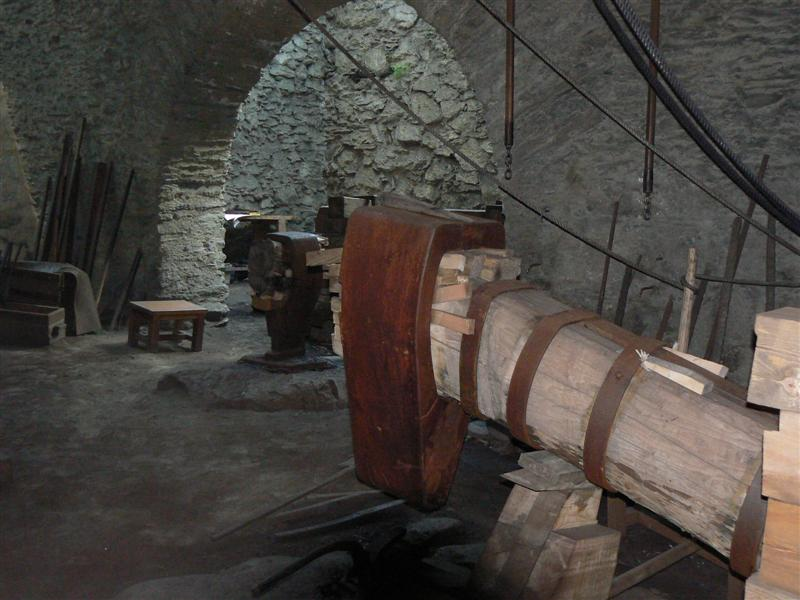
Интерьер каталонской кузницы